# Rượu đế Gò Đen
Rượu đế Gò Đen, thường được gọi tắt là Đế Gò Đen, là tên một loại rượu trắng (rượu đế), cùng với Rượu Xuân Thạnh (Trà Vinh) và Rượu Phú Lễ (Bến Tre) tạo nên Tam vị danh tửu miền Tây nổi tiếng của Việt Nam. Đây là một loại rượu được nấu từ gạo, hoặc nếp mỡ, nếp than, theo phương pháp cổ truyền, sản xuất ở địa danh Gò Đen, Bến Lức, Long An.

## Đặc điểm
Đây là một loại rượu đế có nồng độ cồn rất cao, có thể lên đến 50 độ cồn, là một đặc sản của Long An nói riêng và các tỉnh Đồng bằng sông Cửu Long nói chung. Cũng như nhiều loại rượu địa phương nổi tiếng trên thế giới (như rượu Mao Đài của Trung Quốc) đế Gò Đen được nhấn mạnh về vấn đề thổ nhưỡng, nên để có một sản phẩm ngon, đế Gò Đen phải được nấu tại vùng Gò Đen.
Dù theo truyền thống thì đế Gò Đen được nấu từ gạo. Tuy nhiên, ngày nay những người sàn rượu Việt Nam và thế giới thường rất chuộng loại đế Gò Đen được nấu từ gạo nếp. Tuy nhiên, số lượng sản xuất loại đế nếp này ít hơn nhiều so với loại nấu từ gạo truyền thống. Loại rượu gạo này rất nhiều địa phương ở Việt Nam nấu, (chất lượng cũng khác nhau tùy vùng), Rượu Nếp, Rượu Nếp Than.
Đặc sản Rượu Đế Gò Đen được nấu từ các lò rượu tại gia theo phương pháp truyền thống ở các vùng lân cận tại khu vực Gò đen, Long Hiệp, Mỹ Yên (huyện Bến Lức), Phước Vân, Long Cang, Long Định (huyện Cần Đước).
Cũng như nhiều thương hiệu địa phương nổi tiếng tại Việt Nam khác, đế Gò Đen cũng gặp nhiều vấn đề trong việc giữ gìn thương hiệu. Do nhu cầu quá cao của những người sành rượu đối với loại rượu đế nổi tiếng này, đã có nhiều trường hợp sản phẩm kém chất lượng cũng như bị làm giả, làm nhái, gây ảnh hưởng đến thương hiệu đế Gò Đen.
Nổi bật hiện nay là công ty cổ phần sản xuất kinh doanh rượu đế gò đen có trụ sở tại xã phước lợi, gò đen. Với khát vọng phục dựng lại làng nghề nấu rượu tại Gò Đen.
Rượu hoàn toàn được nấu thủ công theo phương pháp truyền thống, có được thời gian ủ nên rượu đầm, mùi nếp lức nguyên bản thơm tự nhiên lan tỏa từ lúc mở nắp chai, uống vào cay mà không sốc, không gắt cổ, hậu ngọt sâu. 
Các chứng nhận OCOP 4 sao, Tiêu chuẩn an toàn VSTP HACCP là minh chứng tuyệt đối về mức độ đảm bảo cho người tiêu dùng khi sử dụng.
Có thể tham khảo thêm về địa chỉ rượu tin cậy tại website: degoden.vn.